# Kassaföreståndare
Kassaföreståndare är en befattning inom en arbetslöshetskassa som är direkt underställd arbetslöshetskassans styrelse. Styrelsen är skyldig att utse en kassaföreståndare och för registrering anmäla vem som innehar denna befattning.
Den som är underårig, i konkurs, har en förvaltare enligt 11 kap. 7 § föräldrabalken eller är underkastad näringsförbud får inte vara kassaföreståndare.